# Colymbothetidae
Colymbothetidae (Trachypachidae) — викопна родина хижих жуків, що існувала в тріасовому періоді. Скам'янілості представників родини знайдені в Казахстані. Це були водні комахи.